# Cervo-San Bartolomeo al Mare
Cervo-San Bartolomeo al Mare (wł. Stazione di Cervo-San Bartolomeo) – stacja kolejowa w Cervo, w regionie Liguria, we Włoszech. Znajdują się tu 2 perony. Według klasyfikacji RFI ma kategorię brązową.